# Туннель (фильм, 1966)
«Туннель» (рум. Tunelul) — советско-румынский чёрно-белый художественный фильм 1966 года, снятый режиссёром Франчиском Мунтяну.

## Сюжет
Румыния, 1944. Шестеро разведчиков, русских и румын, ценой собственной жизни помешали гитлеровцам уничтожить стратегически важный объект — туннель на пути наступления Советской Армии.

## В ролях
- Алексей Локтев — лейтенант Денисов
- Йон Дикисяну — младший лейтенант Петреску
- Валентина Малявина — Наташа
- Маргарета Пыслару[рум.] — Юлия
- Лев Прыгунов — Гриша
- Флорин Персик — Дуцу
- Виктор Филиппов — Сергей, сапёр
- Леонид Зверинцев — Молчанов(молчун)
- Штефан Бэника[рум.] — кельнер
- Эммерих Шеффер[рум.] — Отто фон-Келлер
- Геннадий Юхтин — капитан Дронов
- Ион Анхель — офицер
- Василе Брескану
- Виктория Духина — санинструктор
- Юрий Киреев — раненый
- Овидий Молдаван — полицейский
- Людмила Марченко — служанка
- Артур Нищёнкин — Толя
- Дан Спатару — Фридрих
- Евгений Тетерин — полковник
- Борис Кожухов — румынский полковник
- Аркадий Толбузин — генерал Верёвкин
- Александр Лебедев — ординарец Верёвкина

## Съёмочная группа
- Авторы сценария: Франчиск Мунтяну, Георгий Владимов
- Режиссёр: Франчиск Мунтяну
- Операторы: Иоланда Чен-Ю-Лан, Александр Шеленков
- Художник: Марсель Богос, Арнольд Вайсфельд
- Композитор: Джордже Григориу
- Директор фильма: Марк Шадур, М. Георайе

## Технические данные
- Чёрно-белый, звуковой (mono)